# Taxonomie van Bloom
De taxonomie van Bloom is in de didactiek een methode om leerdoelen en leervaardigheden in categorieën in te delen, zodanig dat de meetbaarheid van deze doelen wordt vereenvoudigd.

## Geschiedenis
Op een conferentie van de American Psychological Association in 1948 kwamen examinatoren met het idee om een taxonomie te maken om de communicatie tussen examinatoren te vergemakkelijken door soorten eindtermen te definiëren. Hiermee werd een gemeenschappelijke taal opgesteld. Daardoor werd het duidelijker wat bij een evaluatie van leerlingen moest worden gemeten. Dit werd de eerste aanzet tot de taxonomie van Bloom.

Deze afbeelding illustreert de hiërarchie van cognitieve processen volgens de taxonomie van Bloom, beginnend bij het onthouden van informatie tot aan het hoogste niveau: het creëren van nieuwe concepten.

## Leervaardigheden
De leervaardigheden worden ingedeeld in verschillende niveaus van hogere en lagere orde.
- Denkvaardigheden van een lagere orde bekijken of een leerling de informatie heeft kunnen onthouden, in eigen woorden kan benoemen en kan toepassen.
- De denkvaardigheden van een hogere orde bekijken of een leerling met de leerstof een analyse kan uitvoeren, een oordeel kan geven en zelf iets nieuws kan creëren.

Van laag naar hoog leverde dit volgende indeling op:
- onthouden
- begrijpen
- toepassen
- analyseren
- evalueren
- creëren

## Herziene taxonomie
In 2001 is aan al deze niveaus een dimensie toegevoegd. Dit leverde de herziene taxonomie van Bloom op. Deze herziening is opgesteld door Anderson en Krathwohl. Hierbij wordt een verschil gemaakt tussen:
- Feitelijke kennis
- Conceptuele kennis
- Procedurele kennis
- Meta-cognitieve kennis